# Гусейн Аміні
Гусейн Аміні (перс. حسین امینی, англ. Hossein Amini; нар. 18 січня 1966, Тегеран, Іран) — ірано-англійський кінорежисер, сценарист та продюсер. За сценарій до фільму «Крила голубки», у 1997 році, був номінований на премію «Оскар» у номінації найкращий адаптований сценарій. Як режисер дебютував у 2014 році із стрічкою «Дволикий січень», на основі однойменного роману Патриції Гайсміт.

## Життєпис
Гусейн Аміні народився 18 січня 1966 року в Тегерані, Іран. Коли йому виповнилося 11 років він разом з сім'єю переїхав на постійне місце проживання до Британії.
Навчався у Брайанстонській школі, державній школі в Дорсеті та у Вадгемському коледжі в Оксфорді, де вивчав історію та філологію.

## Кар'єра
Свою кар'єру як сценарист розпочав на початку 1990-х років. Перший його сценарій був написаний у 1992 році для фільму «Світло, що вмирає», і тоді ж він був номінований на «Премію BAFTA у галузі телебачення».
1996 року Аміні написав сценарій мелодрами Джуді, у якій зіграли Кейт Вінслет та Крістофер Екклстон. Фільм отримав премію «найкращий британський фільм» на кінофестивалі у Единбурзі.
До стрічки «Крила голубки», у 1997 році, Гусейн Аміні написав сценарій, за що був висунутий на премію «Оскар» у номінації за найкращий адаптований сценарій.
У 2011 році Аміні виступив сценаристом кримінальної драми «Драйв», у якому знялися Раян Ґослінг та Кері Малліґан. Стрічка була номінована на «Пальмову гілку» Каннського кінофестивалю та премію «BAFTA» у номінації «найкращий фільм року» у 2012 році.
Аміні написав сценарій фільм «Білосніжка та мисливець». Гусейн Аміні дебютував як режисер 2014 року зі стрічкою «Дволикий січень», до якої він написав сценарій на основі однойменного роману Патриції Гайсміт. Головні ролі у стрічці виконали Вігго Мортенсен, Кірстен Данст та Оскар Айзек.
У 2015—2016 роках Аміні разом з Пітером Строханом та Совен Свейструп брав участь в написанні сценарію для фільму «Сніговик», з Майклом Фассбендером та Ребекою Ферґюсон у головних ролях, який був знятий за однойменним романом норвезького письменника Ю Несбе.
Гусейн Аміні був сценаристом та продюсером серіалу «МакМафія» про російсько-американської мафії з Джеймсом Нортоном та Олексієм Серебряковим у головних ролях.
У 2018 році Аміні написав сценарій та продюсував кримінальний драматичний телесеріал «Алієніст», де знялися Даніель Брюль, Дакота Феннінґ та Люк Еванс.
Гусейн Аміні також тепер читав лекції у Центральній кіношколі.

## Фільмографія

### Фільми
| Рік  | Назва                        | Сценарист | Режисер | Примітка                                          |
| ---- | ---------------------------- | --------- | ------- | ------------------------------------------------- |
| 1989 | Catch                        | Так       | Так     | короткометражний                                  |
| 1996 | Джуд                         | Так       | Ні      |                                                   |
| 1997 | Крила голубки                | Так       | Ні      | адаптація роману Генрі Джеймса                    |
| 2002 | Чотири пера                  | Так       | Ні      |                                                   |
| 2008 | Кілер                        | Так       | Ні      |                                                   |
| 2010 | Шанхай                       | Так       | Ні      |                                                   |
| 2011 | Драйв                        | Так       | Ні      | адаптація новели Джеймса Салліса                  |
| 2012 | Білосніжка та мисливець      | Так       | Ні      | спільно з Джоном Лі Генкоком                      |
| 2013 | 47 Ронін                     | Так       | Ні      | спільно з Крісом Морґаном                         |
| 2014 | Дволикий січень              | Так       | Так     |                                                   |
| 2016 | Такий самий зрадник, як і ми | Так       | Ні      | адаптація роману Джона Ле Карре                   |
| 2017 | Сніговик                     | Так       | Ні      | спільно з Сореном Свейструпом і Пітером Строханом |
| 2026 | Глиноликий                   | Так       | Ні      | спільно з Майком Фленаґаном                       |

### Телебачення
| Рік  | Назва                  | Сценарист | Виконавчий Продюсер | Розробник | Примітка   |
| ---- | ---------------------- | --------- | ------------------- | --------- | ---------- |
| 1992 | The Dying of the Light | Так       | Ні                  | Ні        | Телефільм  |
| 1996 | Deep Secrets           | Так       | Ні                  | Ні        | Телефільм  |
| 2018 | МакМафія               | Так       | Так                 | Так       | 8 епізодів |
| 2018 | Алієніст               | Так       | Так                 | Ні        | 3 епізоди  |
| 2022 | Обі-Ван Кенобі         | Так       | Ні                  | Ні        | 4 епізоди  |